# قورت تبة (مرادلو)
قورت‌ تبة هي قرية في مقاطعة مشكين شهر، إيران. عدد سكان هذه القرية هو 961 في سنة 2006.